# 羟汞化反应

羥汞化反應

羥汞化反應属于有機反應中的親電加成反應，能把烯烃轉換成饱和的醇類。在本反應中，烯烃和乙酸汞(AcO–Hg–OAc)在水溶液中反應，雙鍵兩端分別接上乙酸汞基团(HgOAc)與羟基(OH)。该反应不经历碳正离子中间体，為反式加成反應(兩基團互為反式)，且遵從馬爾科夫尼科夫規則（羥基被加到較多個取代基的碳上)。
之后通常进行還原性的脫汞反應。两步反应合称羥汞化還原反應或羥汞化脫汞反應。

## 反应机理
羥汞化反應可分為三個步驟(如右圖):

反应机理（順序由上到下，电子转移用箭头标示）

第一步，烯烃的雙鍵对乙酸汞进行亲核进攻，使一个乙酸负离子离去，随后汞原子上的孤对電子對攻擊雙鍵上的一個碳，形成汞鎓正离子中间体。在形成该中间体的过程中，烯烃HOMO轨道上的电子对填入汞原子的空dz2轨道而汞原子dxy轨道上的电子对填入烯烃LUMO轨道。
第二步，作为亲核试剂的水分子攻擊多取代的碳，使碳-汞键异裂，键对电子转移给汞原子，使后者恢复中性。此时氧原子带正电荷。
第三步，在第一步中生成的乙酸负离子拿走氧原子上的氫，形成副產物乙酸，並且產生最終產物-醇類。

## 区域选择性與立體化學
羥汞化反應具有相當強的区域选择性，且作为遵從馬爾科夫尼科夫規則規則的典型案例被写入了大学教科书。除去极端个例，水作为親核試劑時會攻擊连有較多取代基的碳原子，使得产物的醇羟基连在该碳原子上。其原因可由汞鎓正离子中间体的三个共振式来解释：在三个共振式中，正电荷分别位于汞原子和与之相连的两个碳原子上。由于多取代的碳正离子比少取代的碳正离子稳定，所以正电荷位于多取代碳的共振式贡献比正电荷位于少取代碳的共振式大。即汞鎓正离子中间体多取代的碳比少取代的碳带有更多正电荷。因而作为親核試劑水优先进攻多取代的碳原子。
在立體化學上，羥汞化反應是屬於反式加成反應，因为事实上第二步是一个SN2反应，作为亲核试剂的水总是从离去基团背面进攻底物。因此，當产物碳-碳单键無法自由轉動时，羥基和乙酸汞基將總是彼此成反式。
下圖以一些取代環己烯（这里是4-叔丁基-環己烯和1-甲基4-叔丁基-環己烯）的羥汞化反應為例。这些取代環己烯环上有一個龐大的基團（例如三級丁基）只能处于平伏键位置，因而環的椅式構象被锁定，无法翻轉。4-叔丁基-環己烯羥汞化反應產生兩種產物:在雙鍵的加成反應上總是呈反式，这两种反式产物产率相近——乙酸汞基和叔丁基呈反式的产物略多一些，因此经还原后羥基和叔丁基呈順式的醇較多一點。而1-甲基4-叔丁基-環己烯羥汞化反應只有一種產物，除了在雙鍵加成上總是反式，水也只攻擊取代基較多的碳。从区域選擇性來看，水比較偏好攻擊有較多取代基的碳。就立體化學而言，水無法对雙鍵順式加成，表明水是从乙酸汞基的背面发起进攻的。

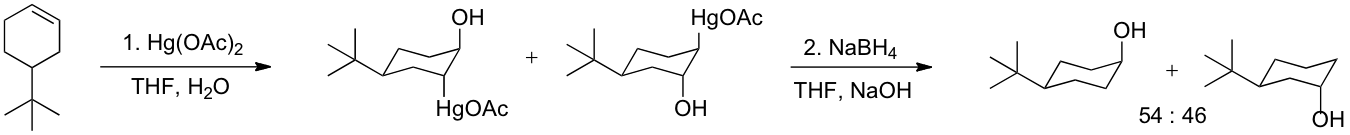
羥汞化反應的立體專一性

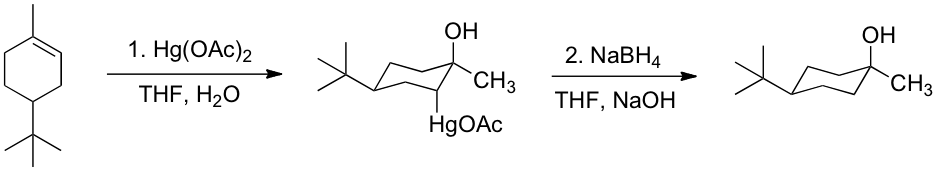
羥汞化反應的区域選擇性

## 羥汞化還原反應
在实际应用中，由羥汞化反應產生的汞加成產物幾乎總是用硼氫化鈉(NaBH4)在鹼性水溶液中行脫汞反應。在脫汞反應中，醋酸汞基會被氫給取代掉，屬於還原脫去反應。羥汞化反應結束後就接著脫汞反應，此兩者合稱羥汞化還原反應。
羥汞化還原反應整體淨反應就是水对双键的加成。所有关于羥汞化反應的立體化學都會受到脫汞反應的干擾。因此在最终产物醇中，氫和氫氧根彼此可能為順式或反式。在实验室中，羥汞化還原反應是在馬氏選擇性下進行烯烴的水合反應的一种常用手段。由于该反应没有经历直接水合反应中的碳陽離子中間體，所以通常不会发生碳正离子重排，產生複雜的副產物。

## 其他應用
羥汞化反應不只局限於烯烴和水的反應，如果用炔烃代替烯烴也能經反應產生烯醇，再由互變異構體之間的轉換成酮。如果用醇代替水，反應後就會產生醚類。這兩者一樣遵守馬爾科夫尼科夫規則。

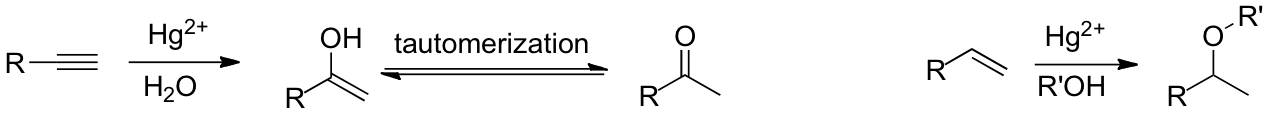
羥汞化反應的其他應用

在醇存在下，使用乙烯基醚能使烷氧基(RO-)從醇轉換成醚。乙酸汞存在下，烯丙基醇與乙烯基醚反应可以得到R–CH=CH–CH2–O–CH=CH2。后者可以发生克萊森重排反應。

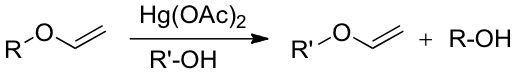
汞催化醇醚的轉換

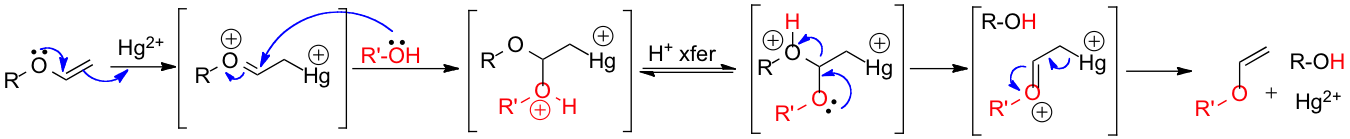
汞催化醇醚轉換的反應機制

## 相關連結
- 硼氢化氧化反应
- 醇